# Alette Pos
Esther „Alette“ Pos (* 30. März 1962 in Arnhem) ist eine ehemalige niederländische Hockeytorfrau. Sie gewann mit der niederländischen Nationalmannschaft die olympische Goldmedaille 1984.

## Sportliche Karriere
Alette Pos nahm 1983 an der Weltmeisterschaft in Kuala Lumpur als Ersatztorfrau hinter Monique Broere teil. Sie kam nur beim letzten Gruppenspiel gegen Wales zum Einsatz. Im Finale besiegten die Niederländerinnen die Kanadierinnen mit 4:2. 1984 war Alette pos Ersatztorfrau hinter Det de Beus. Im Frühjahr 1984 gehörte sie zum Kader der siegreichen niederländischen Mannschaft bei der Europameisterschaft in Lille. Bei den Olympischen Spielen in Los Angeles erzielte Sophie von Weiler in der 66. Minute des Spiels gegen Deutschland das 6:2. In der 67. Minute wechselte der niederländische Trainer drei Spielerinnen ein, darunter Alette Pos, die so zu ihrem einzigen Einsatz kam. Mit vier Siegen und einem Unentschieden gewannen die Niederländerinnen die Goldmedaille, alle eingesetzten Spielerinnen waren damit Olympiasiegerinnen.
Insgesamt wirkte Alette Pos in 28 Länderspielen mit. Alette Pos spielte für den Verein Upward aus Arnhem.